# Ascensão (álbum de Serena Assumpção)
Ascensão é o primeiro e único disco da cantora brasileira Serena Assumpção. Foi lançado postumamente em 7 de julho de 2016 pelo Selo SESC.
O álbum, que conta com mais de 40 participações, foi indicado ao Grammy Latino e altamente aclamado pela crítica.
Ascensão foi lançado em CD pelo Selo SESC e em vinil pela Três Selos. Tanto o CD como o LP tornaram-se itens raros e atingiram valores de mercado exorbitantes.
Uma faixa bônus em parceria com Caetano Veloso, intitulada "Logunedé", foi lançada em fevereiro de 2017, ano em que seria o 40.° aniversário de Serena.

## Lista de faixas
| N.º | Título | Compositor(es)                      | Duração |  |
| 1.  | "Exu" (part. Karina Buhr, Dipa, Pipo Pegoraro, Luê e José Celso Martinez Corrêa)                                             | Eduardo Brechó                      | 3:05    |  |
| 2.  | "Ogum" (part. Tatá Aeroplano, Tulipa Ruiz, Marcelo Monteiro, Alfredo Bello e Gustavo Souza)                                  | Gilberto Martins                    | 3:52    |  |
| 3.  | "Pavão" (part. Anelis Assumpção, Curumin e Marcio Arantes)                                                                   | Joãozinho da Goméa                  | 3:57    |  |
| 4.  | "Oxumaré" (part. Moreno Veloso, Mãeana, Mestrinho, Bem Gil, Bruno Di Lullo e Domenico Lancellotti)                           | Gilberto Martins                    | 3:54    |  |
| 5.  | "Xangô" (part. Juçara Marçal, Kiko Dinucci, Simone Soul, Thiago França e Alfredo Bello)                                      | Gilberto Martins                    | 4:58    |  |
| 6.  | "Iansã" (part. Luz Marina, Tetê Espíndola, Simone Soul, MAU e Dipa)                                                          | Gilberto Martins                    | 4:46    |  |
| 7.  | "Oxum" (part. Xênia França, Curumin, Ricardo Braga, Klaus Cena, Pipo Pegoraro e Lucas Cirillo)                               | Gilberto Martins                    | 4:29    |  |
| 8.  | "Iemanjá" (part. Céu, Pipo Pegoraro, Maurício Badé e Dipa)                                                                   | Serena Assumpção                    | 3:08    |  |
| 9.  | "Iroko" (part. Mariana Aydar, Gabi Guedes, Juninho Costa, Ivan Sacerdote, Letieres Leite e Edson Galter)                     | Gilberto Martins                    | 5:25    |  |
| 10. | "Nanã" (part. Simone Soul, Pipo Pegoraro, DiPa, Paula Pretta e Bruno Barbosa)                                                | Gilberto Martins                    | 3:09    |  |
| 11. | "Obaluiê" (part. Filipe Catto, Pipo Pegoraro, Adriano Grineberg, Marcelo Pretto, Juliana Kehl e Carlos Navas)                | Gilberto Martins / Serena Assumpção | 5:25    |  |
| 12. | "Oxalá" (part. Pipo Pegoraro e Gil Duarte)                                                                                   | Domínio Público                     | 3:01    |  |
| 13. | "Do Tata Nzambi" (part. Grupo Source de Vie: Makaya Mayuma Bedel, Matondo Mvila Michel Polyvalent e Kanga Moke Jean Heroult) | Domínio Público                     | 3:07    |  |